# Hohenau an der Raab
Hohenau an der Raab è una frazione di 1 331 abitanti del comune austriaco di Passail, nel distretto di Weiz, in Stiria. Già comune autonomo, il 1º gennaio 2015 è stato aggregato a Passail assieme agli altri comuni soppressi di Arzberg e Neudorf bei Passail.